# Beinn Chaluim
Beinn Chaluim är ett berg i Storbritannien.   Det ligger i kommunen Stirling och riksdelen Skottland, i den nordvästra delen av landet, 600 km nordväst om huvudstaden London. Toppen på Beinn Chaluim är 1 025 meter över havet, eller 534 meter över den omgivande terrängen. Bredden vid basen är 4,5 km.
Terrängen runt Beinn Chaluim är huvudsakligen kuperad.Runt Beinn Chaluim är det mycket glesbefolkat, med 4 invånare per kvadratkilometer. Närmaste större samhälle är Killin, 18,6 km öster om Beinn Chaluim. Trakten runt Beinn Chaluim består i huvudsak av gräsmarker.